# Buk u kostela svaté Kateřiny
Buk u kostela svaté Kateřiny je památný strom rostoucí v Novém Městě pod Smrkem ve Frýdlantském výběžku Libereckého kraje na severu České republiky. Jedinec buku lesního (Fagus sylvatica) se nachází u severní strany zdejšího kostela svaté Kateřiny. Je 25 metrů vysoký a obvod jeho kmene dosahuje 308 centimetrů.
O vyhlášení ochrany rozhodl městský úřad v Novém Městě pod Smrkem svým rozhodnutím ze dne 12. února 1996, které vešlo v účinnost 4. března téhož roku.